# چیده اندرز پوریوتکیشان
چیدگ اندرز پوریوت‌کیشان (čīdag andarz ī pōryōtkēšān) کتابی است، به پارسی میانه که می‌توان آن را در جرگه اندرزنامه‌های پهلوی دانست. یادآوری باورهایی آغاز می‌شود که دانستن و شان و باور داشتن به آن‌ها بر هر زردشتی بایسته است، باور به داشتن دوبنی یا ثنویت از این گونه است، این که اصل و بنیان همهٔ خوبی‌ها اورمزد و اصل و بنیان همهٔ بدی‌ها اهریمن است. این باورها بنا بر گفتهٔ پوریوت‌کیشان و بر پایه آنچه در دین بازگو شده است، نخست به گونه پرسش پیش نهاده شده است، مانند این که «هر کس باید بداند که کیستم؟» و سپس به آن‌ها پاسخ داده شده است، مانند «آفریده هستم.» پس از آن سخن از باورهای دیگر مانند باور به روز شمار، پس از مرگ، گذشتن از پل چینود آمدن سوشیانس و رستاخیز آمده است.
افزون بر بنیان‌های باوری، از خویشکاری‌ها نیز یاد شده است؛ مانند هر روز سه‌بار به آتشکده رفتن. اگرچه این اندرزنامه از گونه اندرزنامه‌های دینی است، در آن اندرزهای همگانی نیز دیده می‌شود؛ مانند کوشا بودن در کسب فرهنگ، پرهیز از استهزا، (افسوس) و نیازردن پدر و مادر و سالار. این نویسه در جرگه متون پهلوی چاپ شده و به فارسی ترجمه شده است.